# Daniela Piazza
Daniela Piazza (Caserta, 12 agosto 1972) è un'attrice italiana.

## Biografia
È figlia di padre italiano e di madre danese. Dopo aver debuttato come attrice nella prima metà degli anni novanta, recitando in alcune produzioni teatrali, cinematografiche e televisive, tra il 2000 e il 2002 appare su Rai 1 nella terza e quarta stagione della soap opera Incantesimo, interpretando il ruolo di suor Marì. 
Nel 2008 è in concorso ai David di Donatello con il cortometraggio Cose che succedono (15 minuti) di cui è regista e protagonista.
Sul grande schermo ha preso parte al film di Gabriele Muccino, L'ultimo bacio del 2001 e poi nel séguito Baciami ancora del 2010, interpretando il ruolo di Veronica, la moglie di Marco (Pierfrancesco Favino).

## Filmografia

### Cinema
- Il gioco della notte, regia di Dario Micheli (1993)
- La classe non è acqua, regia di Cecilia Calvi (1997)
- L'ultimo bacio, regia di Gabriele Muccino (2001)
- Baciami ancora, regia di Gabriele Muccino (2010)
- La ragazza nella nebbia, regia di Donato Carrisi (2017)

### Televisione
- Ultimo, regia di Stefano Reali - miniserie TV (1998)
- Incantesimo 3, 4 e 6 - soap opera (2000-2001, 2003)
- Giulio Cesare, regia di Uli Edel - miniserie TV (2002)
- American Masters, episodio 21x01, regia di Michael Epstein (2007)
- In Treatment, serie TV (2013)
- Una pallottola nel cuore - miniserie TV (2014-2016)
- Non uccidere, regia di Claudio Noce - serie TV, episodio 2x10 (2017)

### Cortometraggi
- Cose che succedono, regia di Daniela Piazza (2008)

## Teatro
- Gli uccelli notturni di Arthur Schnitzler, regia di Lucilla Lupaioli
- Percorso di un’anima di Giampiero Rossi, da Arthur Schnitzler e August Strindberg, regia di Giampiero Rossi (1993-1994)
- Pensaci, Giacomino! di Luigi Pirandello, regia di Marco Maltauro (1997)
- La danza di Dehli di Ivan Vyrypaev, regia di Elodie Treccani (2014)

## Doppiatrici italiane
- Georgia Lepore in Giulio Cesare